# Limenitis davisii
Limenitis davisii är en fjärilsart som beskrevs av Butler 1877. Limenitis davisii ingår i släktet Limenitis och familjen praktfjärilar. Inga underarter finns listade i Catalogue of Life.